# Proces 21 w Białymstoku
Proces 21 w Białymstoku – proces polityczny 21 członków NZS i  NSZZ  „Solidarność” toczący się między 3 listopada 1982 a 14 marca 1983 przed Wojskowym Sądem Garnizonowym w Białymstoku.

## Zarzuty prokuratorskie
Oskarżonym zarzucono, że w okresie od 13 grudnia 1981 r. do chwili zatrzymania, będąc członkami NZS bądź  NSZZ „Solidarność” kontynuowali działalność związkową, organizując zebrania nielegalnych grup konspiracyjnych, drukowali i kolportowali nielegalne wydawnictwa zawierające fałszywe informacje na temat sytuacji społeczno-politycznej panującej w kraju, mogące wywołać niepokój społeczny lub rozruchy, a także ukrywali mienie NZS (przestępstwa z art. 46 ust. 1 w zw. z art. 48 ust. 4 w zw. z ust. 2 i 3 art. 48 dekretu z 12 XII 1981 o stanie wojennym). Zatrzymania trwały od 30 stycznia do 3 czerwca 1982 i objęły łącznie ponad 40 osób. 
Śledztwo w trybie doraźnym wszczęła 2 lutego 1982 Wojskowa Prokuratura Garnizonowa w Białymstoku. Przesłuchania prowadzili funkcjonariusze SB: kpt. Anatol Pietruczuk, por. Stupak, por. Konstanty Gryc, por. Paweł Opaliński, por. P. Panasiuk, ppor. Mikołaj Owerczuk, ppor. Andrzej Kurek, ppor. Jerzy Szematowicz,. Nadzorował je komendant wojewódzki MO ds. SB płk Jerzy Michałkiewicz. 

## Oskarżeni i wyroki
Proces odbywał się w sali Klubu Garnizonowego w Białymstoku. Przed sądem oskarżał prokurator Józef Rabczewski, obrońcami byli m.in. Stanisław Kostka, Lech Lebensztejn, Władysław Grzymała, Jerzy Korsak, Józef Horbaczewski, Władysław Siła-Nowicki, Piotr Andrzejewski. Wyrokiem z 14 marca 1983 WSG w składzie: por. Jan Malinowski (przewodniczący), por. Jerzy Rypina i por. Bazyli Zacharczuk skazano;
- na 6 miesięcy więzienia Janusza Okurowskiego i Tomasza Kleszczewskiego,
- na rok więzienia w zawieszeniu na 3 lata Andrzeja Ciszewskiego, Wojciecha Pietrzaka, Krzysztofa Kozaka i Jarosława Mosiejewskiego,
- na 9 miesięcy więzienia w zawieszeniu na 3 lata Zofię Samsonowicz,

uniewinniono: Andrzeja Chwaliboga, Andrzeja Gontara, Wojciecha Gorczyńskiego, Bogusława Lidera, Olega Łatyszonka, Wojciecha Świerzbińskiego, Tomasza Wiśniewskiego.
Sprawę umorzono wobec: Kornelii Daleckiej, Marioli Łupińskiej, Agnieszki Nowak, Sławomira Prokopiuka i Jacka Żukowskiego.
Prokurator wojskowy zaskarżył wyrok do Izby Wojskowej Sądu Najwyższego, który nakazał ponowne rozpatrzenie sprawy. W związku z likwidacją WSG, sprawę rozpatrzył 20 czerwca 1983 Sąd WOW w składzie: ppłk Władysław Monarcha, kpt. Lech Lindecki, kpt. Jerzy Steckiewicz przy udziale podprokuratora Olgierda Isbrandta i przekazał ją Sądowi Wojewódzkiemu w Białymstoku, dołączając sprawy Anny Prymak i Krzysztofa Bondaryka, wyłączonych wcześniej ze względu na zły stan zdrowia. Ostatecznie sprawę umorzono na mocy amnestii z 20 lipca 1983.